# ديفيد ألفريدو أندرادي
ديفيد ألفريدو أندرادي (بالإسبانية: David Andrade Gómez) (9 يوليو 1993 في المكسيك - ) هو لاعب كرة قدم مكسيكي في مركز الوسط. لعب مع سانتوس لاغونا.

## وصلات خارجية
- ديفيد ألفريدو أندرادي على موقع قاعدة بيانات كرة القدم.إي يو (الإنجليزية)
- ديفيد ألفريدو أندرادي على موقع Soccerway.com (الإنجليزية)
- ديفيد ألفريدو أندرادي على موقع AS.com (الإسبانية)